# مات بلانت
مات بلانت (بالإنجليزية: Matt Blunt)‏ (و. 1970 – م) هو ضابط، وسياسي من الولايات المتحدة الأمريكية ولد في مقاطعة غرين (ميزوري).
وهو عضو في الحزب الجمهوري .

## التعليم
تعلم في أكاديمية الولايات المتحدة البحرية.